# 朱理
朱理（1761年—1819年），字燮臣，號靜齋，安徽寧國府涇縣人，清朝政治人物。

## 生平
乾隆四十八年（1783年）癸卯科江南鄉試舉人，五十二年（1787年）丁未科二甲第一名進士（傳臚）。選翰林院庶吉士，散館授編修，嘉慶元年（1796年）出為浙江衢州府知府，七年（1802年）升福建興泉永道，十一年（1806年）升浙江按察使，十三年（1808年）升山東布政使，十四年（1809年）升刑部左侍郎，十七年（1812年）任江蘇巡撫，十九年（1814年）任內閣學士，同年任刑部左侍郎，二十年（1815年）任戶部侍郎、總督倉場，二十一年（1816年）任貴州巡撫，二十四年（1819年）卒於官。

## 外部連結
- 朱理 （页面存档备份，存于） 中研院史語所